# ドナルドのお料理

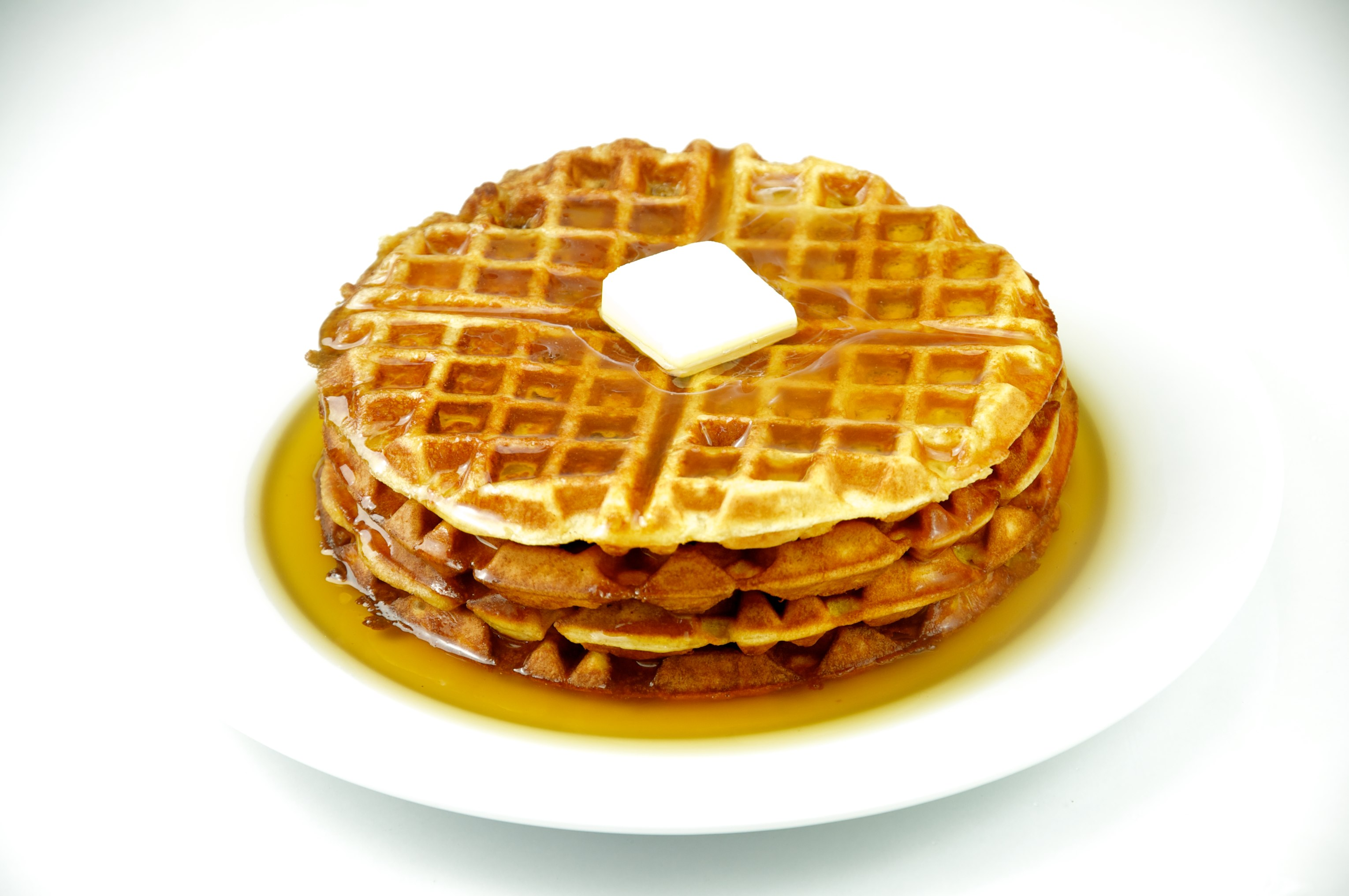
バターの乗ったワッフル

『ドナルドのお料理』（ドナルドのおりょうり）または『ドナルドの料理長』（ドナルドのりょうりちょう、現題：Chef Donald）は、ウォルト・ディズニー・プロダクション（現：ウォルト・ディズニー・カンパニー）が制作したアニメーション短編映画作品。
ドナルドダック・シリーズの第34作である。

## あらすじ
お料理の記事をスクラップしていたドナルドは、ラジオの料理番組からワッフルのつくり方を聞く。さっそくラジオ通りにつくろうとするが、うっかりしてベーキングパウダーの代わりに、お料理の記事のスクラップに使っていたラバーセメントをいれてしまい……!?

## スタッフ
- 製作：ウォルト・ディズニー
- 監督：ジャック・キング
- 助監督：ボブ・ニューマン
- 作画：ジム・アームストロング、エド・ラヴ、ポール・アレン、ウォルト・クリントン、リー・ムーアハウス、ジャッジ・ウィッテカー
- 脚本：カール・バークス、ジャック・ハンナ
- 美術：ビル・ハーウィグ
- 音楽：チャールズ・ウォルコット

## キャスト
| キャラクター   | 原語版               | 旧吹き替え版 | 新吹き替え版 |
| -------------- | -------------------- | ------------ | ------------ |
| ドナルドダック | クラレンス・ナッシュ | 関時男       | 山寺宏一     |
| ラジオの声     | ?                    | 土井美加     | 深見梨加     |
| ナレーター     | -                    | 江原正士     | -            |

## 日本での公開

### 収録
- 『ドナルドダック・クロニクル Vol.1 限定保存版』（DVD、ブエナ・ビスタ・ホーム・エンターテイメント、新吹き替え版） - 『ドナルドのお料理』のタイトルで収録。